# Seznam obcí v Česku, A
Toto je seznam obcí v Česku začínajících na písmeno A.
Tento seznam je generován z údajů na Wikidatech a je pravidelně aktualizován botem.
 Úpravy provedené v seznamu budou při příští aktualizaci odstraněny!
| #  | Článek                          | Počet obyvatel | Rozloha (km2) | Okres                     |
| -- | ------------------------------- | -------------- | ------------- | ------------------------- |
| 1  | Aš                              | 12 684         | 55,86         | okres Cheb                |
| 2  | Adamov                          | 4 616          | 3,78          | okres Blansko             |
| 3  | Albrechtice                     | 3 808          | 12,69         | okres Karviná             |
| 4  | Adamov                          | 1 040          | 1,03          | okres České Budějovice    |
| 5  | Albrechtice nad Vltavou         | 1 027          | 36,73         | okres Písek               |
| 6  | Albrechtice nad Orlicí          | 1 014          | 5,23          | okres Rychnov nad Kněžnou |
| 7  | Archlebov                       | 860            | 13,33         | okres Hodonín             |
| 8  | Abertamy                        | 831            | 8,7           | okres Karlovy Vary        |
| 9  | Albrechtičky                    | 694            | 3,96          | okres Nový Jičín          |
| 10 | Adršpach                        | 482            | 19,65         | okres Náchod              |
| 11 | Albrechtice                     | 436            | 10,07         | okres Ústí nad Orlicí     |
| 12 | Arnoltice                       | 421            | 5,54          | okres Děčín               |
| 13 | Andělská Hora                   | 402            | 8,08          | okres Karlovy Vary        |
| 14 | Andělská Hora                   | 357            | 15,9          | okres Bruntál             |
| 15 | Albrechtice v Jizerských horách | 344            | 24,54         | okres Jablonec nad Nisou  |
| 16 | Alojzov                         | 251            | 4,64          | okres Prostějov           |
| 17 | Arnolec                         | 196            | 11,36         | okres Jihlava             |
| 18 | Anenská Studánka                | 193            | 7,9           | okres Ústí nad Orlicí     |
| 19 | Adamov                          | 135            | 2,76          | okres Kutná Hora          |
| 20 | Arneštovice                     | 85             | 5,42          | okres Pelhřimov           |